# 킹돔
킹돔(영어: Kingdome)은 미국 워싱턴주 시애틀에 소재했던 경기장으로, NFL 시애틀 시호크스가 1976년부터 1999년까지, MLB 시애틀 매리너스가 1977년부터 1999년까지, NBA 시애틀 슈퍼소닉스가 1978년부터 1985년까지 이곳을 본거지로 하고 있었다. 1994년 7월 19일 천장 타일이 떨어지는 사고로 인해(수리 도중 인부 2명이 사망) 안전성이 문제가 되어 2000년 3월 26일 폭파 해체되었다. 현재는 루멘 필드 (영어: Lumen Field)가 들어서 있다.
MLB, NFL, NBA 올스타전을 모두 개최한 유일한 구장이기도 하다.